# Chappes (Puy-de-Dôme)
Chappes – miejscowość i gmina we Francji, w regionie Owernia-Rodan-Alpy, w departamencie Puy-de-Dôme.
Według danych na rok 1990 gminę zamieszkiwało 987 osób, a gęstość zaludnienia wynosiła 97 osób/km² (wśród 1310 gmin Owernii Chappes plasuje się na 232. miejscu pod względem liczby ludności, natomiast pod względem powierzchni na miejscu 801.).